# Référendum sur l'indépendance du Soudan du Sud

Carte des États du Soudan :
Soudan du Sud (référendum en 2011)
Région d'Abiyé (doit organiser un référendum)
Kordofan du Sud et Nil Bleu (doivent organiser des consultations populaires)
Darfour
Front de l'Est
Autres États du Soudan

Le référendum sur l'indépendance du Soudan du Sud est une consultation de la population de ce qui était alors la Région autonome du Soudan du Sud qui s'est déroulée du 9 au 15 janvier 2011 pour qu'elle se prononce sur l'indépendance de cette région autonome. Les résultats officiels publiés le 7 février donnent un pourcentage de 98,83 % en faveur de l'indépendance avec une participation de 97,58 %. L'indépendance est effective depuis le 9 juillet 2011, date de la fin de la période prévue par les accords de paix de 2005, avec la proclamation de la République du Soudan du Sud.

## Contexte
Des tensions existent depuis au moins 1956 entre le Soudan du Sud, une population minoritairement chrétienne et plutôt animiste, et le reste du Soudan, une population à majorité musulmane. Deux guerres se sont déjà produites, entre 1955 et 1972 au cours de la première guerre civile soudanaise et entre 1983 et 2002 au cours de la seconde guerre civile soudanaise, ce qui débouche sur la mission des Nations unies au Soudan.
Ces tensions ont une origine politique, avec une législation s'appuyant plus ou moins sur le droit musulman mise en place par Khartoum et que refusent les populations du Sud, ainsi qu'économique, avec l'exploitation pétrolière dans le sud du pays qui ne profiterait pas aux populations locales selon eux.

## Déroulement

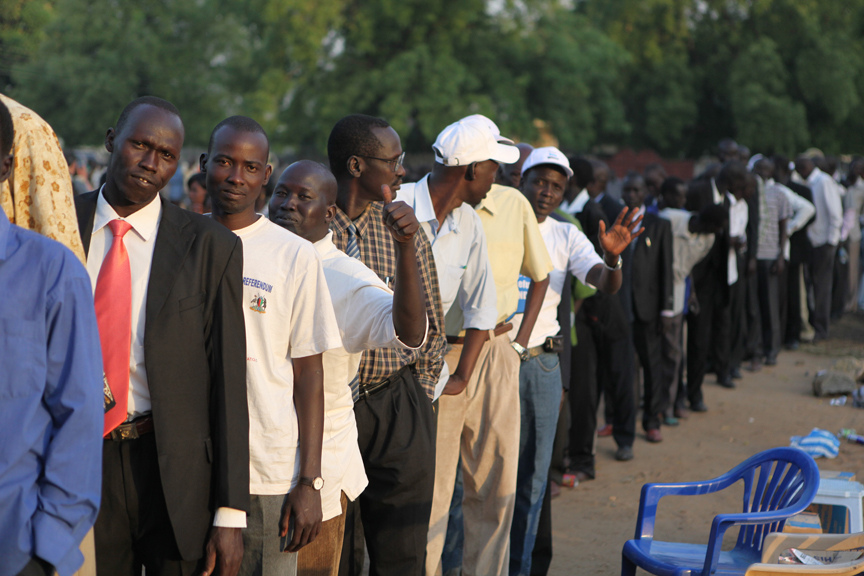
File d'attente à l'entrée d'un bureau de vote de Djouba le 9 janvier 2011, premier jour de vote du référendum.

Les inscriptions du corps électoral ont débuté le 15 novembre 2010. À la clôture des inscriptions[Quand ?], les électeurs sont au nombre de 3 947 676 situés en très grande majorité dans le Soudan du Sud, en plus petit nombre dans le reste du Soudan et dans huit autres pays. Salva Kiir, le président du Soudan du Sud, a lancé un appel pour une inscription massive des cinq millions d'électeurs potentiels dont les 500 000 à deux millions de personnes vivant à l'étranger. Au moins 120 000 Sud-Soudanais vivant dans la partie nord du pays sont rentrés au Soudan du Sud afin de pouvoir s'inscrire et voter.
Compte tenu des difficultés logistiques d'une telle organisation dans une région d'Afrique dépourvue d'infrastructures et de moyens de communications fiables, le référendum devrait s'étaler pendant six jours, du 9 au 15 janvier 2011,. En effet, 2 893 bureaux de vote, 2 638 au Soudan du Sud et 255 en dehors de la région autonome, permettent aux électeurs de participer au référendum.
Le vote a commencé le 9 janvier 2011 à 8 h et Salva Kiir a été parmi les premiers à voter. Certaines personnes ont passé la nuit dehors dans des files d'attente pour être sûrs de participer au référendum. La très grande majorité de la population étant illettrée, la validation d'un vote par un électeur se fait par l'apposition d'une tache d'encre indélébile sur un doigt ; ce système permettant de lutter efficacement contre la fraude électorale.

## Résultats

Bulletins bilingues et figuratif utilisés pour le scrutin : à gauche pour l'indépendance, à droite pour le maintien au sein du Soudan.

Les premières estimations fondées sur le dépouillement de 30 000 bulletins sur les 3,8 millions font état d'une participation de 95 %, de 96 % des votes favorables à une sécession, de 3 % des votes favorables au maintien au sein du Soudan, le reste des bulletins étant nul.
Après un dépouillement de plus de 80 % des votes dont la totalité à l'étranger et dans le Nord du Soudan, il apparaît que le taux de participation est de l'ordre de 99 % et que 98,6 % des votes sont en faveur de l'indépendance.
Les résultats définitifs du référendum sont publiés le 7 février 2011. La participation de 97,58 % permet de valider le référendum, la condition étant d'avoir une participation supérieure à 60 %. L'abstention est surtout représentée en dehors du Soudan du Sud avec 72,17 % de participation, ceux de la région autonome étant 98,77 % à s'être exprimés. Ainsi, sur les 3 947 676 électeurs inscrits, 3 851 994 ont voté. 8 366 et 6 222 bulletins sur ces 3 851 994 sont cependant déclarés respectivement nuls et blancs, portant à 3 837 406 le nombre de votes valides. Sur ces 3 837 406 votes valides, 3 792 518 sont en faveur de la sécession contre 44 888 en faveur du maintien au sein du Soudan, soit respectivement 98,83 % et 1,17 % des votes valides.
|       | Votes     | Pourcentage |
| ----- | --------- | ----------- |
| Oui   | 3 792 518 | 98,83 %     |
| Non   | 44 888    | 1,17 %      |
| Total | 3 851 994 | 100 %       |

## Conséquences

### Au Soudan
Le président soudanais Omar el-Béchir a déclaré début janvier 2011 en déplacement à Djouba, capitale du Soudan du Sud, qu'il respecterait le résultat du référendum, mais n'excluait pas que des affrontements reprennent en raison des points non encore résolus, comme le tracé des frontières, le partage des ressources pétrolières et la question de la dette. De plus, il juge qu'un Soudan du Sud indépendant ne constituerait pas un État viable. En cas d'indépendance du Soudan du Sud, les ressortissants de ce nouveau pays vivant dans ce qui resterait du Soudan seraient considérés comme des étrangers selon une déclaration du président soudanais. La population fait preuve de « ressentiment » et de « résignation » face à cette perte territoriale de son pays.
À la suite de la publication des résultats du référendum le 1er février 2011 confirmant le souhait de la population sud-soudanaise pour l'indépendance, Omar el-Béchir a de nouveau déclaré son acceptation du référendum et a affirmé vouloir établir des relations « fraternelles » avec le Soudan du Sud.

### Au Soudan du Sud

Drapeau du Soudan du Sud.

La proclamation d'indépendance se ferait le 9 juillet 2011, une fois la période intérimaire de six ans prévue par l'accord de paix terminée,. Djouba, la capitale de la région autonome, deviendrait la capitale du nouvel État dont le nom n'est pas encore arrêté : « Soudan du Sud », « Nouveau Soudan », « Équatorie », « Djouwama » ou encore « République du Nil ». Le Mouvement populaire de libération du Soudan déclare le 17 février 2011 d'avoir pris la décision d'appeler le nouvel État : « Soudan du Sud », une décision qui devrait être votée par le parlement sudiste lors de la proclamation d'indépendance le 9 juillet 2011.

### Réactions internationales
Le nouvel État est reconnu par la majorité des pays (plus de 120 l'ayant officiellement déclaré en 2013, les autres ne s'étant cependant pas opposé à cette indépendance) dont le Soudan lui-même, et plusieurs organisations internationales dont l'Union européenne. Le pays a adhéré à l'Organisation des Nations unies le 14 juillet, soit cinq jours seulement après la proclamation, avec l'aval des 192 États alors membres de l'organisation. Le pays a également adhéré à l'Union africaine en août 2011 et à la FIFA en mai 2012. Il n'est pas exclu que le Soudan du Sud rejoigne la Communauté d'Afrique de l'Est.

### Négociations ultérieures
En cas d'indépendance, certains points qui ne sont pas évoqués dans le référendum devront être résolus entre le Soudan et le nouveau pays. C'est le cas du tracé exact de la frontière, notamment dans la région d'Abiyé, ainsi que du partage des ressources pétrolières et leurs revenus.